# Садовка (Воскресенский район)
Садовка — село в Воскресенском районе Саратовской области, входит в состав Синодского муниципального образования.

## История
В 1962 г. указом Президиума Верховного Совета РСФСР деревня Грязновка переименована в Садовку.

## Население
| 2010 | 2014 | 2015 |
| ---- | ---- | ---- |
| 28   | ↗42  | ↘29  |